# Nyírcsaholy
Nyírcsaholy is een plaats (község) en gemeente in het Hongaarse comitaat Szabolcs-Szatmár-Bereg. Nyírcsaholy telt 2240 inwoners (2001).